# جاكلين براكامونتاس
جاكلين براكامونتس فان هوردي(من مواليد 23 ديسمبر 1979) هي ممثلة مكسيكية، عارضة أزياء سابقة وحاملة لقب ملكة جمال المكسيك لعام 2000، كما فازت في مسابقة ملكة جمال نوسترا بيليزا المكسيك عام 2000 ومثلت بلدها في مسابقة ملكة جمال الكون 2001.

## حياتها
والدها هو خيسوس براكامونتاس وهو مدرب شهير درب نادي غوادالاخارا المكسيكي، وجاكلين فان هوردي هي ذات أصول بلجيكية، وهي الأكبر من 3 أخوة لها وهم اختها ألينا واخوها خيسوس الصغير.
بعد أن اكملت مدرستها سافرت إلى فرنسا لتتعلم اللغة الفرنسية، ثم عادت إلى المكسيك، بدأت بالعمل كعارضة أزياء وثم أصبحت ممثلة، ومن أبرز المسلسلات التي مثلتها هي روبي، كما مثلت في مسلسل سحر الحب في 2009 مع ويليام ليفي.
تتقن اللغات الإسبانية والفرنسية وقليلا من الإنكليزية

## روابط خارجية
- جاكلين براكامونتاس على موقع IMDb (الإنجليزية)
- جاكلين براكامونتاس على موقع روتن توميتوز (الإنجليزية)
- جاكلين براكامونتاس على موقع ألو سيني (الفرنسية)
- جاكلين براكامونتاس على موقع أول موفي (الإنجليزية)
- جاكلين براكامونتاس على موقع قاعدة بيانات الفيلم (الإنجليزية)
- جاكلين براكامونتاس على موقع كينوبويسك (الروسية)